# Sud-Ouest du Pará

Localisation de la mésorégion du Sud-Ouest Paraense

La mésorégion du Sud-Ouest Paraense est une des six mésorégions de l'État du Pará. Elle est formée par la réunion de quatorze municipalités regroupées en deux microrégions. Elle a une aire de 415 788,848 km2 pour une population de 483 423 habitants (IBGE 2006). Son IDH est de 0,697 (PNUD/2000).

## Microrégions[1]
- Altamira
- Itaituba

## Mésorégions limitrophes
- Bas Amazonas
- Marajó
- Sud-Est du Pará
- Sud amazonien (Amazonas)
- Nord du Mato Grosso (Mato Grosso)